# Стив Бокс
Стив Бокс (енгл. Steve Box; Бристол, 23. јануар 1967) енглески је аниматор и редитељ који ради за Aardman Animations.

## Биографија
Рођен је 23. јануара 1967. у Бристолу. Каријеру је започео британском пластелинском анимацијом The Trap Door у бристолском студију CMTB Animation. Придружио се Aardman Animations 1990. године. Режирао је спот Viva Forever групе Спајс герлс 1998. године. Освојио је награду BAFTA 1998. за свој једанаестоминутни анимирани филм Stage Fright.
Позајмио је глас Винсу из телевизијске серије Rex the Runt. Анимирао је Кокошке у бекству, Волас и Громит, The Wrong Trousers и Волас и Громит: За длаку, косценирао и корежирао је Волас и Громит: Проклетство зекодлака са Ником Парком. Освојио је награде BAFTA и Оскар за најбољи анимирани филм 2005. године, награду Емпајер за најбољег редитеља 2006, као и двадесет две међународне награде и дванаест других номинација. Филм је постигао запажен успех на додели награда Ени где је освојио десет награда од шеснаест номинација. Крајем 2017. године је Бокс најављен за редитеља телевизијске серије Moominvalley, засноване на Мумијеви. Након успешне кампање, серија је дебитовала 2019.